# Hans Schäffer (Schauspieler)
Hans Schäffer (* 18. Juli 1918 in Berlin; † 17. Februar 2006 in Moringen) war ein deutscher Schauspieler und Hörspielsprecher.

## Leben
Über das Leben des 1918 geborenen Hans Schäffer sind nur lückenhafte Informationen vorhanden. Durch seine DEFA-Filme und die Engagements an den Theatern in Zittau und Halle (Saale) ist nachzuvollziehen, dass er bis Anfang der 1960er Jahre in der DDR lebte. Ab 1961 weisen vermehrte Hörspielaktivitäten, Film- und Fernsehproduktionen auf eine Übersiedlung in die Bundesrepublik Deutschland hin. Ab Ende der 1970er Jahre sind auch Theaterauftritte in Bonn und Trier nachgewiesen.
Hans Schäffer verstarb 2006 in Moringen im Alter von 87 Jahren.

## Filmografie
- 1955: Ernst Thälmann – Führer seiner Klasse
- 1958: Sonnensucher
- 1959: Das Feuerzeug
- 1965: Gewagtes Spiel (Fernsehserie, 1 Episode)
- 1965: Der Forellenhof (Fernsehserie, 1 Episode)

## Theater
- 1948: Friedrich Schiller: Maria Stuart – Regie: Victor Ahlers (Stadttheater Zittau)
- 1949: Friedrich Wolf: Die Matrosen von Cattaro – Regie: Dietrich Wolf (Stadttheater Zittau)
- 1949: Carl Millöcker/Theo Mackeben: Die Dubarry – Regie: Fred Kersten-Kirchhoff (Stadttheater Zittau)
- 1953: Friedrich Schiller: Die Räuber – Regie: Dietmar Behnke (Landestheater Halle – Theater des Friedens)
- 1956: Pierre-Augustin Caron de Beaumarchais: Der tolle Tag oder Figaros Hochzeit – Regie: Siegfried Menzel  (Theater der jungen Garde Halle)
- 1957: Karel Konstantin: Die Müllerin von Granada – Regie: Henry Braun (Landestheater Halle)
- 1959: Guilherme Figueiredo: Der Fuchs und die Trauben – Regie: Harri Heßler (Landestheater Halle)
- 1979: William Shakespeare: Viel Lärm um nichts – Regie: Hans-Joachim Heyse (Theater der Stadt Bonn)
- 1980: Jörg Graser: Witwenverbrennung – Regie: Dietmar Pflegerl (Theater der Stadt Bonn)
- 1982: Paul Vincent Carroll: Der widerspenstige Heilige – Regie: Werner Baer (Theater der Stadt Trier)
- 1983: Cole Porter: Seidenstrümpfe – Regie: Hannes Houska (Theater der Stadt Trier)

## Hörspiele
- 1961: Jacques Audiberti: Diokles oder der Palast (Offizier, Kommandeur) – Regie: Gert Westphal (Hörspiel – SWF/BR)
- 1962: Anne Faber: Rübezahl lernt die Menschen kennen – Regie: Peterpaul Schulz (Kinderhörspiel/Kurzhörspiel – SWF)
- 1962: Brüder Grimm: Der Teufel mit den drei goldenen Haaren (Fuhrmann) – Regie: Lothar Schluck (Kinderhörspiel – SWF)
- 1962: Kurt Wilhelm Blohm: Mustafa und die blauen Kacheln – Regie: Lothar Schluck (Kinderhörspiel – SWF)
- 1962: Alfonso Sastre: La Cornada (Sanitäter) – Regie: Peterpaul Schulz (Hörspiel – SWF)
- 1963: Anne Faber: Rübezahl macht sich einen Spaß – Regie: Peterpaul Schulz (Kinderhörspiel/Kurzhörspiel – SWF)
- 1963: Erhard Domay: An einem Tag wie aus Glas (Milchmann) – Regie: Karlheinz Schilling (Kurzhörspiel aus der Reihe Querschnitt II – SWF)
- 1963: Jacques Audiberti: Jaques Herz (Stimme) – Regie: Heinz von Cramer (Hörspiel – SWF)
- 1963: Herman Melville: Bartleby (Möbelträger) – Regie: Peter Schulze-Rohr (Hörspiel – SWF/BR)
- 1963: Erich Kästner: Pünktchen und Anton (Schutzmann) – Regie: Benno Schurr (Kinderhörspiel – Fontana Records)
- 1963: Elio Vittorini: Gespräch in Sizilien (Colombo, Wirt) – Regie: Fritz Schröder-Jahn (Hörspiel – SWF/WDR)
- 1963: Wolfgang Weyrauch: Das tapfere Schneiderlein – Regie: Hans Bernd Müller (Hörspiel – NDR)
- 1963: Georges Simenon: Die schwarze Kugel (Arbeiter) – Regie: Gert Westphal (Hörspiel – SWF/WDR)
- 1963: Georges Simenon: Der Neger (Meister) – Regie: Gert Westphal (Hörspiel – SWF/WDR)
- 1963: Georges Simenon: Die grünen Fensterläden (Portier vom Theater) – Regie: Gert Westphal (Hörspiel – SWF/WDR)
- 1964: Fred von Hoerschelmann: Das Schiff Esperanza (Sorriso, Wirt) – Regie: Fritz Schröder-Jahn (Hörspiel – SWF)
- 1964: Bernard Kops: Die finsteren Zeiten (Parolensprecher) – Regie: Michael Bakewell/Peter Michel Ladiges  (Hörspiel – SWF/BBC)
- 1964: Louis MacNeice: Einer aus Porlock (Doktor) – Regie: Hans Bernd Müller (Hörspiel – SWF)
- 1965: Jean Cayrol: Der Umzug (Passant) – Regie: Heinz von Cramer (Hörspiel – SWF/NDR)
- 1965: Ken Kaska: Das Fräulein Marohn (Mann) – Regie: Wolfgang Spier (Hörspiel – SWF)